# Marcelle Lajeunesse
Marcelle Lajeunesse, née le 3 janvier 1924 dans le 1er arrondissement de Paris et morte le 27 juillet 1990 dans le 16e arrondissement de Paris, est une comédienne française spécialisée dans le doublage.
Dans l’émission de Thierry Ardisson Bains de minuit du 15 janvier 1988, elle a déclaré avoir doublé Marilyn Monroe dans ses premiers films tournés pour la société Fox-Europa. Elle a également participé au doublage de quelques films pornographiques.

## Doublage

### Animation
- Tom Sawyer : Huckleberry Finn
- Quick et Flupke : Quick
- Tao Tao : Kiki le singe
- Calimero : Cochonet
- Maya l'abeille  : l'Éphémère, Nick
- Goldorak : le jeune Mizar ainsi que Mme Arano, la mère de Banta
- Nils Holgersson : Quenotte
- Candy Candy : Jimmy, Cooki, mademoiselle Marie-Jeanne, Marc.
- Albator 78 : Claude (épisode 28 : 'Aux confins de la nébuleuse')
- Sur la piste de l'Ouest sauvage : La vache jaune
- Patte Folle : Junior

### Séries télévisées
- La Petite Maison dans la prairie : Andrew Garvey
- La croisière s'amuse : Bobby Triman (Patrick Laborteaux) (S02E22 -  1979)
- Zora la rousse : Nicola
- Bioman : Peebolo et Farrah
- Le Renard : la gérante du bar "le Tsigane" (Maria Singer) (S05E05 : Le tsigane - 1981)
- Inspecteur Derrick : Heinz Weik (David Bennent) (ép. 127 : Qui a tué Asmy ? - 1985)

### Films
- Marilyn Monroe dans les films de Fox Europa
- 1946 : Teresa Wright dans Les Plus Belles Années de notre vie
- 1948 : Maria Michi dans La Chartreuse de Parme
- 1948 : Linda Christian dans Tarzan et les Sirènes
- 1950 : Anna Di Leo (it) dans Dimanche d'août
- 1951 : Gloria DeHaven dans Les Coulisses de Broadway
- 1952 : Shelley Winters dans Appel d'un inconnu
- 1953 : Connie Marshall dans Un million clé en main
- 1953 : Lolita Sevilla dans Bienvenue, monsieur Marshall
- 1953 : Phryne courtisane d’orient (Frine, cortigiana d'Oriente )
- 1954 : Yvette Dugay dans La Reine de la prairie
- 1954 : Elaine Stewart dans Les Aventures de Hajji Baba
- 1955 : Marianne Koch dans Valse royale
- 1957 : Marisa Pavan dans Rendez-vous avec une ombre
- 1958 : Sylva Koscina dans Les Travaux d'Hercule
- 1959 : Jean Simmons dans Cette terre qui est mienne
- 1959 : Sylva Koscina dans Hercule et la Reine de Lydie
- 1959 : Cathia Caro dans Le Maître de forges
- 1960 : Vittoria Febbi dans Toryok la furie des barbares
- 1960 : Giovanna Ralli dans Les Évadés de la nuit
- 1960 : Lilly Lembo (it) dans La Princesse du Nil (La donna dei Faraoni )
- 1960 : Rossana Podesta dans L'Esclave de Rome (La schiava di Roma)
- 1960 : Suzanne Lloyd dans Les Sept Chemins du couchant
- 1960 : Jean Simmons dans Ailleurs l'herbe est plus verte
- 1962 : Rossana Podesta dans Seul contre Rome (Solo contro Roma)
- 1962 : Lori Martin dans Les Nerfs à vif
- 1962 : Karen Steele dans Des ennuis à la pelle
- 1963 : Audrey Hepburn dans Charade
- 1964 : Jo Morrow (en) dans La Valse des colts
- 1964 : Caron Gardner dans L'Empreinte de Frankenstein
- 1966 : Silvia Solar dans Objectif Hambourg, mission 083
- 1966 : Maureen Rose dans Un ange pour Satan
- 1966 : Lisa Halvorsen dans Jerry Land, chasseur d'espions
- 1968 : Claudio Castellani dans Le Salaire de la haine
- 1969 : Ali MacGraw dans Goodbye Columbus
- 1969 : Kim Darby dans Cent dollars pour un shérif
- 1969 : Diane Ladd dans Reivers
- 1971 : Isobel Black dans Les Sévices de Dracula
- 1972 : Gisella Burinato dans Viol en première page (Sbatti il mostro in prima pagina)
- 1974 : Angie Dickinson dans Super Nanas (en) (Big Bad Mama)
- 1975 : Jane Lapotaire dans Objectif Lotus (One of our dinosaurs is missing)
- 1981 : Sammy Snyders dans Teddy, la mort en peluche
- 1981 : Ellen Sandweiss dans Evil Dead